# Avril 1928

## Événements
- Premières élections en Syrie.

- 1 avril : victoire de Giuseppe Campari et Giulio Ramponi lors des Mille Miglia sur une Alfa Romeo 6C 1500 Sport.
- 3 au 5 avril : un équipage d'aviateurs français relie Paris et Dakar et retour avec escales sur un SECM-Amiot 122 en 69 heures et 15 minutes sur 5 jours.
- 10 avril, Chine : seconde expédition vers le Nord : les nationalistes enlèvent Jinan (Shandong).
- 12 et 13 avril : l'Irlandais James Fitzmaurice et les Allemands Hermann Köhl et Ehrenfried Günther von Hünefeld réussissent la première traversée de l'Atlantique nord d'est en ouest sur un Junkers W 33. Cet équipage n'atteint toutefois pas vraiment le continent américain proprement dit, étant contraint de se poser d'urgence sur l'île Greenly au Labrador.
- 14 avril : arrivée à Natal (Rio Grande do Norte) des aviateurs Dieudonné Costes et Joseph Le Brix au terme de leur tour du monde en 39 étapes (départ en octobre 1927) sur Breguet 19GR.
- 15 - 20 avril : première traversée de l’Arctique en avion par l’explorateur australien Hubert Wilkins et le pilote Eielson (Alaska-Spitzberg) sur… (avion ?).
- 18 avril (Portugal) : Salazar devient ministre des finances du gouvernement du colonel José Vicente de Freitas. Les militaires ayant montré leur incapacité à gérer le pays, Salazar impose la subordination de tous les ministères à celui des finances, qui impose les limites des dépenses et affecte à sa guise les recettes. Le budget est rééquilibré dès la première année et l’escudo se stabilise.
- 22 et 29 avril, France : victoire de la droite et du centre (Union nationale) dirigée par Raymond Poincaré aux élections législatives. Le PCF pratique la tactique « classe contre classe » et refuse de se désister au second tour en faveur des socialistes (1928 et 1932).

## Naissances
- 2 avril :
  - Joseph Bernardin, cardinal américain, archevêque de Chicago († 14 novembre 1996).
  - Serge Gainsbourg, compositeur, chanteur et acteur français († 2 mars 1991).
  - Béchir Ben Yahmed, journaliste tunisien et fondateur du célèbre magazine Jeune Afrique († 2 mai 2021).
- 7 avril : James Garner, acteur, réalisateur, et producteur américain († 19 juillet 2014).
- 8 avril : François Vercken, compositeur et chef de chœur français († 11 décembre 2005).
- 9 avril : Tom Lehrer, auteur-compositeur-interprète américain († 26 juillet 2025).
- 12 avril: 
  - Jean-François Paillard, chef d'orchestre français († 15 avril 2013).
  - Hardy Krüger, acteur allemand († 19 janvier 2022).
- 15 avril : José Ignacio Tellechea Idígoras, historien, théologien et prêtre catholique jésuite espagnol d'origine basque († 8 mars 2008).
- 17 avril : 
  - François Xavier Nguyen Van Thuan, cardinal vietnamien de la curie romaine († 16 septembre 2002).
  - Fabien Roy, homme d'affaires et homme politique québécois († 1er novembre 2023).
- 19 avril : 
  - William Klein, photographe et cinéaste américain († 10 septembre 2022).
  - Richard Garwin, physicien américain († 13 mai 2025).
- 22 avril : Estelle Harris, actrice américaine († 2 avril 2022).
- 23 avril : Shirley Temple, actrice et diplomate américaine († 10 février 2014).
- 24 avril : Tommy Docherty, footballeur britannique († 31 décembre 2020).
- 28 avril : 
  - Yves Klein, peintre français († 6 juin 1962).
  - Frank Horvat, photographe italien († 21 octobre 2020).
- 29 avril : Jan-Pieter Schotte, cardinal belge, Vice-président du conseil pontifical « Justice et Paix » († 10 janvier 2005).

## Décès
- 9 avril : Anselme Réan, médecin et nationaliste valdôtain.
- 19 avril : Ladislav Klíma, philosophe et écrivain tchèque.